# 竹内鉄郎
竹内 鉄郎（たけうち てつろう、1966年12月12日 - ）は、日本の映像作家、演出家。

## 人物
成城中学校・高等学校を経て1986年に和光大学経済学部入学。在学中の1987年に竹内芸能企画設立。Cocco、ウルフルズ、スピッツ、ギターウルフ、山崎まさよし、SEX MACHINEGUNS、FLOW、くるりなどのPVを手がける。1999年に『WILD ZERO』で映画監督デビュー。

## 作品

### ミュージックビデオ
- 藍坊主…『スプーン』『桜の足あと』『ジムノペディック』
- アカツキ.…『フルアヘッド』『ギャラクシードライブ』『ピースメーカー』『G.B.G.H』
- ASIAN KUNG-FU GENERATION…『十二進法の夕景』
- ACIDMAN…『スロウレイン』『プリズムの夜』『I stand free』
- アナム&マキ…『ピカピカ光ル』
- 新垣結衣…『メモリーズ』
- 嵐…『台風ジェネレーション -Typhoon Generation-』
- アルスマグナ…『サンバDEわっしょい！feat.九瓏幸子』
- いきものがかり…『SAKURA』『ありがとう』
- iLL…『Scum』
- ウルフルズ…『ガッツだぜ!!』（第1回SPACE SHOWER Music Video AwardsBEST VIDEO OF THE YEAR受賞）『明日があるさ』『事件だッ!!』『バカサバイバー』『暴れだす』『サムライソウル』『情熱 A GO-GO』『泣けてくる』『両方 For You』『たしかなこと』他
- 奥井亜紀…『銀のスプーンで』
- 大塚愛…『黒毛和牛上塩タン焼680円』
- 扇愛奈…『輪廻』
- 甲斐名都…『下北沢南口』
- ギターウルフ…『暴走レター』『エイジアン　エクスプロージョン』『ケンカロック』『高校生アクション』『オールナイトでぶっとばせ！』『チラノザウルス四畳半』
- くるみ『カラー人間』『幻』
- クノシンジ…『恋をしたよ』『ポータブルポップミュージック』『つよがりドライバー』『ロッテンピーチ』
- くるり…『HOW TO GO』『ハイウェイ』
- Cocco…ほとんどのシングル作品
- GOING UNDER GROUND…『TWISTER』『さかさまワールド』
- ザ50回転ズ…『1・2・3・4 ! !』
- サザンハリケーン…『遠くへ』
- THE BACK HORN…『サニー』『初めての呼吸で』『世界樹の下で』『戦う君よ』
- JAPAN-狂撃-SPECIAL…『カミカゼロード』
- SUPERCAR…『AOHARU YOUTH』
- スピッツ…『ヒバリのこころ』『裸のままで』『君が思い出になる前に』『空も飛べるはず』『青い車』『ロビンソン』『愛のことば』『ハチミツ』『チェリー』『渚』『インディゴ地平線』『スカーレット』『夢じゃない』『運命の人』『冷たい頬』『楓』『水色の街』『正夢』
- SEX MACHINEGUNS…『出前道一直線』『愛人28』
- SOIL&"PIMP"SESSIONS…『SUFFOCATION』『SUMMER GODDESS』『Crush』
- SOPHIA…『ヒマワリ』『Strawberry&Lion』『HARD WORKER』
- タカチャ…『nayam』
- チャットモンチー…『女子たちに明日はない』『とび魚のバタフライ』
- つじあやの…『愛の真夏』『shiny day』『さよなら愛してる』
- DEPAPEPE…『SUMMER PARADE』
- AAA…『ハリケーン・リリ、ボストン・マリ』
- パピーペット…『愛染橋』
- 日暮愛葉…『silly girl』
- ポルノグラフィティ…『青春花道』『東京デスティニー』『俺たちのセレブレーション』『ワン・ウーマン・ショー〜甘い幻〜』『オー!リバル』
- 藤井隆…『わたしの青い空』
- FLOW…『贈る言葉』『メロス』『ドリームエクスプレス』『流星』『GO!!!』『Life is beautiful』『Rookie』『DAYS』『Around the world』『COLORS』『NUTS BANG!!!』『SUMMER FREAK』『風ノ唄』『BURN』『GOLD』
- Base Ball Bear…『真夏の条件』
- BONNIE PINK…『Surprise!』『Do You Crash?』『Heaven's Kitchen』『Forget Me Not』『evil and flowers』『Daisy』『So Wonderful』
- ミスゴブリン…『お富さん〜TOMMY〜』
- メリー…『閉ざされた楽園』
- 山崎まさよし…『8月のクリスマス』『Daydream Believer』『M』
- Rie fu…『ねがいごと』
- RYO the SKYWALKER & トータス松本…『おはようJAPAN』
- Lucy…『DOUBLE BIG PANG!』『BULLETS』
- ROOM…『祈り』
- UVERworld…『GO-ON』『哀しみはきっと』
- LA-PPISCH…『ワダツミの木』

### CM
- VOXY（トヨタ自動車）
- モビリオ・スパイク（本田技研）
- どん兵衛（日清食品）
- 生絞り（サッポロビール）
- SPIKE （ホンダ）
- ベープ（フマキラー）
- バージョンV（スズキ）
- CANチューハイ（タカラ）
- 「ドデカミン」「麦水」（アサヒ飲料）
- （ウィークリーマンション東京）
- OXY（ロート製薬）

### 映画
- WILD ZERO（1999年）
- リフト（2005年）雨上がり決死隊主演